# Merry Christmas II You
Merry Christmas II You — drugi album świąteczny, a zarazem trzynasty studyjny album amerykańskiej piosenkarki i autorki tekstów piosenek, Mariah Carey wydany 2 listopada 2010 roku nakładem wytwórni Island Records. Kiedy Carey zaszła w ciążę z bliźniętami, nagrania do płyty rozpoczęły się w kwietniu 2010 roku. Artystka pracowała nad nim z różnymi producentami, takimi jak: Bryan-Michael Cox, Jermaine Dupri, Randy Jackson, James Poyser, Marc Shaiman, James Wright, czy Johnny Severin. Jedynym artystą gościnnym pojawiającym się na krążku bożonarodzeniowym jest matka Carey, Patricia, która użycza wokalu w coverze miksu dwóch kolęd, O Come, All Ye Faithful/Hallelujah Chorus. Utwory pochodzące z albumu mają głównie motyw świąteczny, jednakże niektóre z nich są balladami, czy piosenkami skupiającymi się najbardziej na gatunkach R&B, soul i house.

## Lista utworów
| #   | Tytuł | Czas  |
| --- | --- | ----- |
| 1.  | Santa Claus is Coming to Town (Intro) Autor: John Fred Coots, Haven Gillespie Producent: Mariah Carey, Marc Shaiman                                                                                       | 0:23  |
| 2.  | Oh Santa! Autor: Mariah Carey, Jermaine Dupri, Bryan-Michael Cox Producent: Mariah Carey, Jermaine Dupri, Bryan-Michael Cox                                                                               | 03:31 |
| 3.  | O Little Town of Bethlehem/Little Drummer Boy Medley Autor: Phillips Brooks, Lewis H. Redner/Katherine Davis, Henry Onorati, Harry Simeone Producent: Mariah Carey, James „Big Jim” Wright, Randy Jackson | 03:32 |
| 4.  | Christmas Time is in the Air Again Autor: Mariah Carey, Marc Shaiman Producent: Mariah Carey, Marc Shaiman                                                                                                | 03:02 |
| 5.  | The First Noel / Born is the King Interlude Autor: kolęda tradycyjna Producent: Mariah Carey, James „Big Jim” Wright, Randy Jackson                                                                       | 04:33 |
| 6.  | When Christmas Comes Autor: Mariah Carey, James Poyser Producent: Mariah Carey, James Poyser | 04:46 |
| 7.  | Here Comes Santa Claus (Right Down Santa Claus Lane)/Housetop Celebration Autor: Gene Autry, Oakley Haldeman/Benjamin Hanby Producent: Mariah Carey, Jermaine Dupri, Bryan-Michael Cox                    | 03:28 |
| 8.  | Charlie Brown Christmas Autor: Vince Guaraldi, Lee Mendelson Producent: Mariah Carey, James „Big Jim” Wright, Randy Jackson                                                                               | 02:49 |
| 9.  | O Come All Ye Faithful / Hallelujah Chorus ft. Patricia Carey Autor: kolęda tradycyjna/George Frideric Handel Producent: Mariah Carey, James „Big Jim” Wright, Randy Jackson                              | 03:38 |
| 10. | O Holy Night Live from WPC in South Central Los Angeles Autor: kolęda tradycyjna Producent: Mariah Carey, Walter Afanasieff                                                                               | 05:00 |
| 11. | One Child Autor: Mariah Carey, Marc Shaiman Producent: Mariah Carey, Marc Shaiman | 04:26 |
| 12. | All I Want for Christmas is You - Extra Festive Autor: Mariah Carey, Walter Afanasieff Producent: Mariah Carey, James „Big Jim” Wright, Randy Jackson                                                     | 04:02 |
| 13. | Auld Lang Syne - The New Year's Anthem Autor: Robert Burns Producent: Mariah Carey, Randy Jackson, Johnny „Sev” Severin                                                                                   | 03:48 |
| 14. | Oh Santa! (Jump Smokers Remix) (Bonus japońskiej wersji) Autor: Mariah Carey, Jermaine Dupri, Bryan-Michael Cox Producent: -                                                                              | -     |

## Data wydania
Data premiery została zaplanowana na dzień 2 listopada, jednak istnieją różne daty premiery dla poszczególnych krajów. Prócz podstawowej wersji, wydawnictwo zostało wydane w wersji Deluxe CD+DVD oraz Collector's Box. Na zawartość 30 minutowego materiału DVD składa się zarejestrowany dokument ukazujący pracę nad albumem, wypowiedzi współpracowników oraz matki artystki, przebieg sesji zdjęciowej do okładki. Złocisty kartonik nazwany „kolekcjonerskim pudełkiem” jest bardzo ekskluzywnym wydawnictwem, które kryje wewnątrz standardową wersje albumu, album fotograficzny w twardej oprawie, świąteczny ornament w kształcie motyla i 8 bilecików do prezentów. W sprzedaży pojawiła się również wersja „Limited Autographed Edition” w nakładzie 500 sztuk. Obie wersje kolekcjonerskie w sprzedaży dostępne tylko na terenie Stanów Zjednoczonych od 16 listopada.
| Kraj            | Data              | CD            | CD+DVD                 | Collector's Box |
| --------------- | ----------------- | ------------- | ---------------------- | --------------- |
| USA             | 02 listopada 2010 | B0042AEOG0    |                        |                 |
| Australia       | 05 listopada 2010 | 2749803       | 2754330                |                 |
| Kanada          | 02 listopada 2010 | B0042AEOG0    | B0044FEYWM             | B0042RUMFU      |
| Dania           | 17 listopada 2010 | 0602527-49803 | 0602527-54330          | -               |
| Francja         | 15 listopada 2010 |               |                        | -               |
| Niemcy          | 19 listopada 2010 | B0042AEOG0    | B0044FEYWM             | -               |
| Włochy          | 16 listopada 2010 |               |                        | -               |
| Japonia         | 17 listopada 2010 | UICL-1107     | UICL-1108 (01.12.2010) | -               |
| Holandia        | 12 listopada 2010 |               |                        | -               |
| Polska          | 15 listopada 2010 |               |                        | -               |
| Szwecja         | 17 listopada 2010 | 0602527-49803 |                        | -               |
| Wielka Brytania | 15 listopada 2010 | 2755318       | 2754330                | -               |